# Dílce
Dílce település Csehországban, a Jičíni járásban. Dílce Brada-Rybníček, Jičín, Kbelnice, Podůlší és Železnice településekkel határos. Lakosainak száma 66 fő (2024. január 1.).

## Népesség
A település lakosságának változását az alábbi diagram mutatja:
| Lakosok száma | 196  | 180  | 147  | 111  | 55   | 42   | 54   | 58   | 63   | 66   |
|               | 1869 | 1890 | 1921 | 1950 | 1980 | 2001 | 2017 | 2019 | 2022 | 2024 |